# 花鳍燕鳐
花鳍燕鳐（学名：Cypselurus poecilopterus）为飞鱼科燕鳐属的鱼类，又名斑鳍飞鱼。分布于太平洋、西到南海、东到夏威夷群岛、南到萨摩亚、北到日本以及西沙群岛、中沙群岛、台湾等海域等。该物种的模式产地在New Britain。